# Max Uhle
Max Uhle, de son nom complet Friedrich Maximilian Uhle Lorenz, (Dresde, 25 mars 1856 - 11 mai 1944) est un archéologue allemand, considéré avec Julio Tello comme le père de l'archéologie péruvienne.

## Biographie
Après des études de philosophe et une spécialisation en linguistique, il devient en 1888 assistant au musée de Berlin, où il s'intéresse aux collections archéologiques sud-américaines. Il est nommé Secrétaire assistant du 8e Congrès International des Américanistes (Berlin, 1888).
En 1892, il est chargé d'une mission d'études en Amérique du Sud sur la diffusion de la culture quechua et l'effondrement de l'empire Inca. Il arrive à Buenos Aires, puis se rend à Cusco, et entreprend d'étudier les sites archéologiques de Bolivie et du Pérou entre 1892 et 1893. Un autre voyage en 1896, pour l'Université de Pennsylvanie, le mène de Lima à la Bolivie, où il étudie la langue des indiens Uros. Il explore également le site de Pachacamac, proche de Lima, où une stèle en sa mémoire a été érigée par le président de la RFA Heinrich Lübke, lors de sa visite au Pérou en 1964.
Sa réputation grandissant, Max Uhle effectue en 1898 et 1899 une série de fouilles dans le Nord du Pérou, parrainé par l'Université de Californie. Il explore les huaca du soleil et de la Lune, représentatifs d'une culture distincte de la culture Chimú ou des autres cultures pré-colombiennes : la culture Moche, sur laquelle il publie un article en 1901. Il explore également le sud et la côte du pays, avant de donner des cours à l'université de Californie en 1902 et 1903.
D'autres fouilles dans le sud, en 1905, pendant lesquelles il visite un site proche de Caral, favorisent la création du Musée d'Histoire National du Pérou, lié à l'Institut Historique du Pérou. Le Musée est créé par un décret suprême du président José Pardo y Barreda, le 6 mai 1905 et est inauguré le 28 juillet 1906, jour de la fête nationale du Pérou, sous la direction de Max Uhle.
Par la suite, il se livre à de nouvelles fouilles, est invité au Chili ou en Équateur, avant de rentrer à Berlin en 1933. Il reçoit de nombreuses marques de distinction pour son travail, qui en fait le père de l'archéologie péruvienne.
Il retourne au Pérou en 1940, alors que ce pays déclare la guerre à l'Allemagne. Il y meurt en mai 1944.

## Publications
- Pachacámac (1903).
- La esfera de influencia del país de los incas (1908).
- Las relaciones prehistóricas entre el Perú y la Argentina (1912).
- Los orígenes de los incas (1912).
- Die Ruinen von Moche (1913).
- Las fortalezas incaicas de Incallacta y Machupicchu (1917)
- Los principios de las antiguas civilizaciones peruanas (1920).
- Los principios de las civilizaciones en la sierra peruana (1920).
- (es) Fundamentos etnicos y arqueologia de Arica y Tacna, Quito, Ecuador, Imprenta de la Universidad Central, 1922 (lire en ligne).
- Las antiguas civilizaciones del Perú frente a la arqueología e historia del continente americano (1935).